# Bajevica
Bajevica (en serbe cyrillique : Бајевица) est un village de Serbie situé sur le territoire de la Ville de Novi Pazar, district de Raška. Au recensement de 2011, il comptait 539 habitants.

## Démographie
| 1948 | 1953 | 1961 | 1971 | 1981 | 1991 | 2002 | 2011 |
| ---- | ---- | ---- | ---- | ---- | ---- | ---- | ---- |
| 383  | 407  | 468  | 468  | 527  | 577  | 563  | 539  |

|  |